# Майлз, Маргарет
Маргарет Рут Майлз (англ. Margaret Ruth Miles, род. 1937[…], Ланкастер, Пенсильвания) — американский теолог и историк, президент Американской академии религии в 1999 году и декан Аспирантского теологического союза с 1996 по 2001 год. Получив стипендию Гуггенхайма 1982 года, она написала и отредактировала десятки книг, в том числе «Августин о теле» (1979), «Образ как прозрение» (1985), «Безупречный и могущественный» (1985), «Формирование нового видения: гендер и ценности в американской культуре» (1987), «Видеть и верить: религия и ценности в кино» (1997), «Плотин о теле и красоте» (1999), «Плотское познание» (2006), «Желание и наслаждение» (2006) и «Сложное наслаждение» (2008).

## Биография
Маргарет Рут Майлз родилась 18 мая 1937 года в Ланкастере, штат Пенсильвания. Получив степень бакалавра (1969) и магистра (1971) в Университете штата Калифорния в Сан-Франциско, она работала преподавателем в Колумбийском колледже и колледже Модесто. Она получила степень доктора философии в Аспирантском теологическом союзе (GTU) в 1977 году; её диссертация была названа «Идея святого Августина о значении и ценности тела по отношению к целостной личности». В 1979 году её диссертация была переиздана под названием «Августин о теле» в рамках серии диссертаций Американской академии религии.
Майлз перешла в Гарвардскую школу богословия (HDS), где она была доцентом теологии с 1978 по 1981 год, когда она была повышена до должности Associate Professor. В 1985 году ей была предоставлена постоянная должность, и она стала первой женщиной в HDS, получившей такую должность. Она также работала на кафедре теологии в HDS. Позже она вернулась в свою альма-матер GTU, где работала деканом с 1996 по 2001 год. Кроме того, она работала в Американской баптистской семинарии Запада профессором исторического богословия.
В 1982 году Майлз была удостоена стипендии Гуггенхайма за «изучение визуальных формулировок христианской теологии в Средние века»; эта стипендия финансировала её книгу «Образ как прозрение». Она отредактировала два тома совместно с Клариссой В. Аткинсон и Констанс Бьюкенен: «Безупречный и могущественный» (1985) и «Формирование нового видения: гендер и ценности в американской культуре» (1987). Позже она написала несколько академических книг о религии: «Видеть и верить: религия и ценности в кино» (1997), «Плотин о теле и красоте» (1999), «Слово, ставшее плотью» (2004), «Сложное наслаждение» (2008) и «О памяти, браке, слезах и медитации» (2021). В 1999 году она была президентом Американской академии религии. Она также выпустила несколько книг на религиозные темы через Wipf and Stock, включая «Carnal Knowing» (2006) и «Desire and Delight» (2006).